# St. Croix Falls (Wisconsin)
St. Croix Falls – miasto w Stanach Zjednoczonych, w stanie Wisconsin, w hrabstwie Polk, położone na wschodnim brzegu rzeki Saint Croix, naprzeciw miasta Taylors Falls (stan Minnesota).